# Societatea Românǎ de Televiziune
Societatea Românǎ de Televiziune (česky Rumunská televizní společnost, zkráceně SRTV), známá též pod kratším jménem Televiziunea Română (rumunská výslovnost [televiziˈune̯a roˈmɨnə], zkráceně TVR [teveˈre]), je rumunská veřejnoprávní televizní společnost.

## Historie

### 1953—1970: Začátky
V roce 1953 Alexander Spataru dokončuje výstavbu prvního televizního vysílače v Rumunsku. Dne 21. srpna 1955 započalo vedle ministerstva pošty a telekomunikací experimentální vysílání ze speciálního studia v Bukurešti. Dne 14. prosince 1956 byla nainstalována anténa vysílače s výkonem 22 kW na střeše Casa Presei Libere. Dne 31. prosince 1956 jsou oficiální narozeniny rumunské televize.
V únoru 1957 vznikla první rumunská televizní reportáž ze SSSR, která byla natočena ze tří kamer namontovaných na dvou automobilech. Uskutečnil se také první přímý přenos z Bukurešti, kterého se zúčastnil i Yves Montand. V březnu 1957 se začal vysílat nejstarší televizní pořad rumunské televize Viata Satului (česky Život na venkově). Dne 5. května 1957 byl odvysílán první přímý přenos sportovní akce (zápas v rugby mezi Anglií a Rumunskem).
Dne 1. června 1957 byl odvysílán první přenos televizního představení s divadelními herci Cenderike. Radioteleviziunea Românǎ vysílá čtyři dny v týdnu a od října už pět dní (pondělí, úterý, čtvrtek, pátek a neděle). Dne 20. března 1958 se uskutečnilo první vydání zpráv Jurnalul Televiziunii. V září 1958 se datuje přímý přenos z festivalu klasické hudby George Enescu.
Dne 3. května 1959 vysílatel získává první filmovou kameru na kopírování filmů. Dne 3. května 1959 se uskutečňuje první přenos divadelní hry.
V roce 1961 se vysílání realizuje každý den od 18:30 do 22:00 (mimo pondělí). V neděli se vysílá od 9:00 až do oběda. Ve stejný rok bylo založeno první studio souběžného překlad a úprav, čímž rozšířila výrobu své vlastní produkce a také vznikl první archiv Radioteleviziunea Românǎ (Rozhlasu a televize Rumunska).
Dne 21. června 1962 Rumunsko a Jugoslávie uzavřely dohodu o mezinárodní výměně informací a propojení svých vysílačů, díky čemu Rumunsko začne vysílat Eurovision Song Contest. Účinnost je zachována až do roku 1966. V roce 1963 se uskutečňuje první test barevného vysílání, které ale bylo z důvodu nedostatku finančních prostředků pozastaveno.
V roce 1965 již pokrytí dosahuje 40 % území Rumunska, počet diváků překračuje číslo 500 milionů. Dne 22. května 1965 vznikají první kulturní a vzdělávací pořady, které se vysílají ve 20 hodin.
Od 6. února 1966 již vychází zprávy pod názvem Telejurnal a jsou přenášeny ve večerních hodinách každý den a jednou v noci. Den 1. červenec 1966 zřetelně definuje, že televizní program je vysílán od 18:00 do 23:00 nebo do 23:30 a v neděli se navíc objevují ranní televizní pořady.
Dne 8. listopadu 1967 vychází první rumunský film Telecinemateca. Nastupuje výkonný vysílač na kanále 6 v Koštile. V 1968 nastává přesun Rumunské televize do centra na ulici Dorobantsi. Centrum, které bylo vybudováno podle projektu Tiberia Ricciho, splňovalo všechny předpoklady té doby (tři televizní studia, tisková místnost, dvě hlasatelská a hudební studia).
Ve stejném roce je pořízen první videozáznam na magnetickou pásku, která byla dva palce dlouhá a začaly se vysílat programy zaměřené na výuku cizích jazyků. Dne 29. dubna 1968 je televizní vysílání poprvé realizováno i v pondělí, a nyní se vlastní vysílání provádí denně.
Dne 2. května 1968 zahajuje Rumunská televize provoz na druhé stanici TVR 2 na kanále 2 FIF/VHF, který vysílá po čtvrtky, od 16. června po neděle, od 20. července i po soboty). V roce 1968 se začíná vysílat i hudební festival Cerbul de Aur (česky Zlatý jelen), který se poté mezi roky 1971 až 1993 nekonal.
V listopadu 1969 započalo denní vysílání v maďarštině, které trvalo 2 hodiny a 30 minut a v němčině trvající 1 hodinu a 45 minut.

### 1970—1989: Před revolucí
Dne 26. prosinec 1971 začne přenášet vysílač 4 kanály z Bukurešti. V roce 1972 začína TVR 2 vysílat každý den, ale pokrývá pouze 15 až 20% území Rumunska. Jsou otevřeny regionální televizní stanice ve městech Cluj-Napoca a Timişoara. V roce 1973 překročili oba rumunské televizní kanály (TVR 1 a TVR 2) celkem 100 hodin vysílacího času.
V roce 1975 se uskutečňují přípravy na přechod k barevném vysílání, instalují se dva ateliéry o velikosti 450 m² a místnosti pro tiskové konference o velikosti 180 m², které splňují normy pro barevnou televizi. Orgány však odmítají žádost o obnovení zkoušek. Už v roce 1976 je na světě první barevná televize a také vysíletel zakoupil šest vozů.
Rokem 1978 je zavedena politika „úspory energie“. V důsledku toho televizní kanály nevysílají více než jeden a půl hodiny denně. V roce 1980 se do vozidel instaluje televizní zařízení pro barevnou televizi a Eurovision Song Contest se začíná vysílat v barevném formátu.
Dne 1. února 1982 je zavedeno zpřísnění úspory energie, což vede k tomu, že vysílání od pondělí do soboty je povoleno od 18:00 do 20:00. Ve stejný rok je završován přechod na barevné televizní vysílání. Rumunsko si vybere systém PAL, na rozdíl od zemí Varšavské smlouvy, které se používají SECAM (včetně SSSR).
Dne 23. srpna 1983 se uskuteční první barevné vysílání z náměstí Aviatov (nyní náměstí Charles de Gaulle). Opět se snižuje doba vysílání televizních programů. Dne 20. ledna 1985 nastalo úplné zastavení televizní vysílání na druhém programu (TVR 2). První kanál (TVR 1) vysílá denně od 20:00 do 22:00 (od 1. listopadu 1988 do 23:00 hod).
V roce 1988 vysílatel nakoupil první kamery od Betacam SP.

### 1989 až dodnes: Po revoluci
V roce 1989, po svržení Ceausesca, musel být obnoven předchozí režim televize. Hlavní zpravodajský pořad byl nazván Actualităţi (česky Novinky).
Od 3. ledna 1990 začíná vysílání na regionální stanici TVR Cluj-Napoca v Cluj-Napoce. Dne 19. února 1990 je obnoven provoz TVR 2, který je vysílán ze 6. studia v barevném formátu od 18:00 do 22:00. Od října 1990 vysílá TVR 1 v Kišiněvě.
Dne 3. listopadu 1991 započala s vysíláním regionální stanice TVR Iaşi z města Iaşi. Dne 1. února 1992 již TVR 1 vysílá na území Besarábie. V roce 1993 je poprvé představen teletext na TVR 1.
Dne 17. října 1994 započala s vysíláním regionální stanice TVR Timişoara z města Timişoara. V roce 1995 se uskutečňuje první pokus o vysílání v digitálním formátu. Dne 1. prosince 1995 zahájil televizní kanál TVR Internațional svůj provoz. V roce 1996 dostal zpravodajský pořad jméno Jurnalul TVR. V roce 1997 bylo otevřeno první studio digitálního vysílání. Dne 1. prosince 1998 započala s vysíláním regionální stanice TVR Craiova z města Craiova. V prosinci 1998 jsou spuštěny oficiální online stránky Rumunské televize.
V roce 2001 už TVR 2 vysílá čtyřiadvacet hodin denně a následují i TVR 1 a TVR Internațional. Dne 26. dubna 2002 vznikl televizní kanál TVR Cultural a uskutečnilo se první zasedání satelitní televize. V roce 2003 byl otevřen ateliér Pangratti o 2 200 m² a 4 000 m² kancelářských prostor. Ateliér má 13 pater.
V roce 2004 byl schválen zákon zakazující všem televizním stanicím v Rumunsku (včetně vysílatele TVR) sdělovat zprávy o účastnících parlamentních a prezidentských voleb. V lednu 2007 regionální vysílací společnosti odkoupili licence pro satelitní vysílání, satelitní vysílání nejprve započne na území Bukurešti a Valašska.
V roce 2007 byl televizní kanál TVR 1 zbaven vysílací licence v Moldavsku rozhodnutím moci Moldavska. Rumunsko uvedl, že se jedná o porušení svobody projevu a lidských práv a obvinil vládu z vyvíjení tlaku na novináře.
V dubnu 2008 započali zkoušky satelitní televize ve vysokém rozlišení (HD). V květnu bylo vysílání v HD rozlišení zavedeno v Bukurešti a Sibiu. Byla otevřena nová televizní stanice Targu Mures. V říjnu bylo zahájeno vysílání satelitního kanálu TVR 3, který sdružuje všechny regionální vysílací společnosti. V prosinci byl spuštěn zpravodajský kanál TVR Info.
Dne 29. březen 2009 se vysílatel opět vrátil k názvu Telejurnal a nakrátko zaznamenává zvýšený rating. Ve stejném roce se celkový rating vysílatele dramaticky snižuje a začíná se mluvit o snižování finančních prostředků. V lednu 2011 je namontováno do šesti vozů HD-TV zařízení, které je schopno vést záznamy o 10 až 15 kamerách současně.
V květnu 2012 jsou obnoveny webové stránky na platformě TVR +. Dne 15. srpna 2012 je vzhledem k finanční krizi zastaveno vysílání na kanále TVR Info a 15. září přestane vysílat i významný televizní kanál TVR Cultural. Dne 15. listopadu 2012 s vysíláním začíná kanál TVR News, který nahradil již nefunkční TVR Info.
Dne 1. prosince 2013 vyhrává soudní spor proti Koordinační radě pro rozhlasové a televizní vysílání z Moldavské republiky a obnoví vysílání kanálu TVR 1 na území Moldavska.

## Televizní kanály
Operuje na devět kanálech: TVR 1, TVR 2, TVR 3, TVR Cultural, TVR Info, TVR Folclor, TVR Sport a TVRi, spolu s šesti regionálními studii v București, Cluj-Napoca, Iaşi, Timişoara, Craiova a Târgu Mureş. Z regionálních studií (rumunsky studiouri teritoriale) TVR jen TVR Cluj-Napoca vysílá nezávisle (pozemně a přes kabelovou televizi) po celé Transylvánii. Ostatní vysílají obvykle ve stejnou dobu na kanálech TVR 2 a někdy na kanále TVR 1.
TVR 1 má celkové celostátní pokrytí 99,8% a TVR 2 pokrývá 91% - všechny ostatní kanály a sítě pokrývají pouze hustě osídlené oblasti.

### Celoplošné stanice

TVR 1
TVR 2
TVR 3
TVR Cultural
TVR Folclor
TVR Info
TVR Sport
TVR Internațional
TVR Moldova

### Regionální stanice

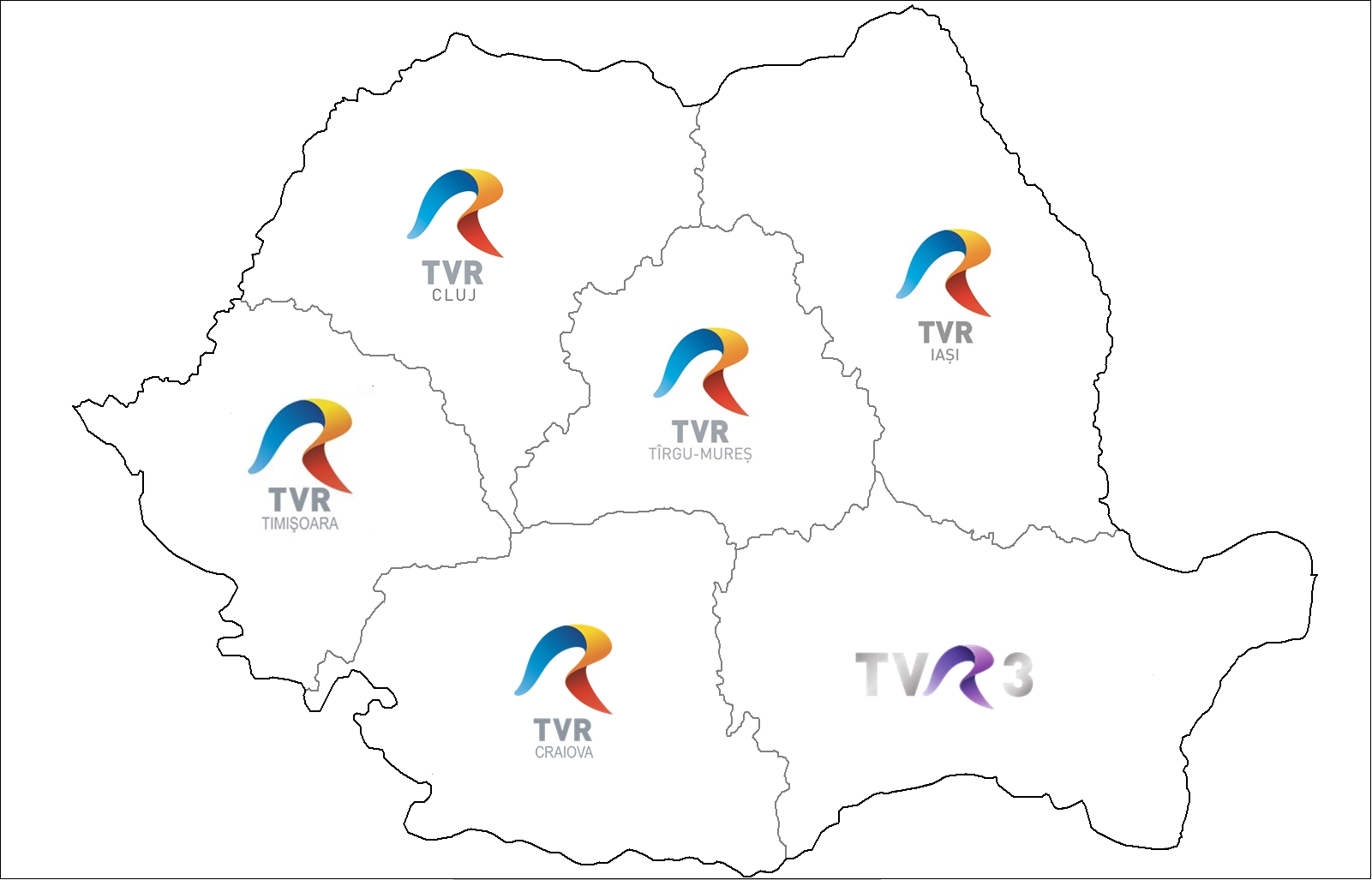
Loga všech regionálních stanic